# Ilya Urushev
Ilya Urushev (* 16. Juni 1987 in Tallinn, Estnische SSR) ist ein estnischer Eishockeyspieler, der seit 2020 erneut beim HC Panter Tallinn in der Meistriliiga spielt.

## Karriere
Urushev begann seine Karriere als Eishockeyspieler beim HK Karud-Monstera Tallinn in seiner Geburtsstadt, für den er als 15-Jähriger in der Meistriliiga debütierte. 2004 wechselte er nach Tschechien zum HC Slovan Ústí nad Labem, für den er in der dortigen U20-Liga spielte. Anschließend wechselte er bis 2012 jedes Jahr den Klub. Seine Stationen führten ihn dabei nach Russland, Frankreich und in die Vereinigten Staaten, wo er 2010 mit den Evansville IceMen den Rod Davidson Cup der All American Hockey League gewann. Die Spielzeit 2007/08 verbrachte er jedoch in seiner estnischen Heimat bei den Tartu Big Diamonds, mit denen er in der lettischen Liga spielte und durch einen 4:2-Erfolg gegen den Landesmeister und Lokalkonkurrenten Tartu Kalev-Välk den estnischen Supercup gewann. Seit 2012 spielt er wieder in seiner estnischen Heimat und gewann mit Tallinn Viiking Sport 2013 und 2014 sowie mit Tartu Kalev-Välk 2015 den estnischen Landesmeistertitel. Von 2015 bis 2017 spielte er für den HC Panter Tallinn. Anschließend wechselte er erneut nach Frankreich, wo er bei den Titans de Colmar zunächst in der Division 3, der vierten Liga des Landes, spielte und 2018 mit dem Klub in die drittklassige Division 2 aufstieg. 2019 kehrte er nach Tallinn zurück und spielte dort zunächst für Viiking und seit 2020 erneut für den HC Panter.

### International
Im Juniorenbereich nahm Titarenko für Estland an den U18-Weltmeisterschaften der Division II 2003, 2004 und 2005 sowie der U20-Weltmeisterschaften der Division I 2004, 2005 und 2007 und der Division II 2006 teil.
Mit der Herren-Nationalmannschaft spielte er bei den Weltmeisterschaften der Division I 2006, 2007, 2008, 2013 und 2015 sowie der Division II 2012. Zudem gehörte er zum Kader der Esten bei der Olympiaqualifikation für die Winterspiele in Pyeongchang 2018, kam jedoch zu keinem Einsatz.

## Erfolge und Auszeichnungen
- 2006 Aufstieg in die Division I bei der U20-Weltmeisterschaft der Division II, Gruppe B
- 2008 Estnischer Superpokalsieger mit den Tartu Big Diamonds
- 2010 Gewinn des Rod Davidson Cups der All American Hockey League mit den Evansville IceMen
- 2012 Aufstieg in die Division I, Gruppe B, bei der Weltmeisterschaft der Division II, Gruppe A
- 2013 Estnischer Meister mit Tallinn Viiking Sport
- 2014 Estnischer Meister mit Tallinn Viiking Sport
- 2015 Estnischer Meister mit Tartu Kalev-Välk
- 2018 Aufstieg in die Division 2 mit den Titans de Colmar